# Caçador de nazistas
Um caçador de nazistas é um indivíduo que rastreia e reúne informações sobre supostos ex-nazistas, membros da SS e colaboradores nazistas envolvidos no Holocausto, normalmente para uso em julgamento por acusações de crimes de guerra e crimes contra a humanidade. Entre os caçadores de nazistas destacam-se Simon Wiesenthal, Tuviah Friedman, Serge e Beate Klarsfeld, Ian Sayer, Yaron Svoray, Elliot Welles e Efraim Zuroff.

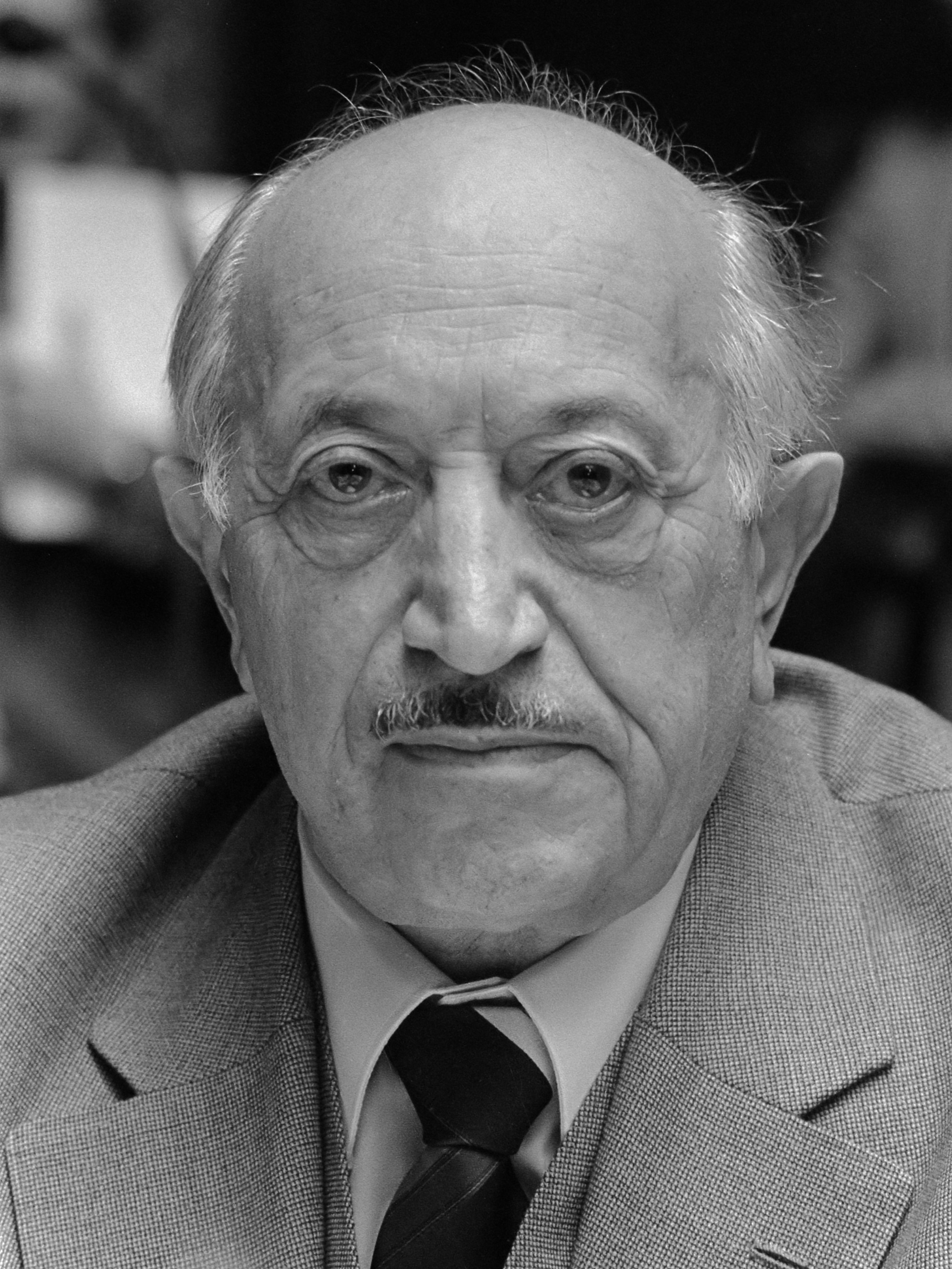
Simon Wiesenthal em 1982

## História
Com o início da Guerra Fria após a Segunda Guerra Mundial, tanto os aliados ocidentais como a União Soviética procuraram os cientistas e agentes nazistas para programas como Operação Clipe de papel. Os ex-nazistas cooperantes, a exemplo de Wernher von Braun e Reinhard Gehlen, foram ocasionalmente protegidos pelo estado em troca de valiosas informações ou serviços. No momento, Gehlen tinha sido chefe do Serviço Federal de Inteligência da Alemanha, uma agência secreta, fundador da Gehlen Org e co-fundador da rede ODESSA, a qual ajudou na evasão dos nazistas da Europa. Outros nazistas utilizaram ratlines para escapar da Europa do pós-guerra para lugares como a América Latina.
Em resposta, caçadores de nazistas procuraram os fugitivos por conta própria ou formando grupos, tais como o Centro Simon Wiesenthal. Os métodos utilizados pelos caçadores de nazistas incluíram a oferta de recompensas para informações, a revisão de imigração e registros militares e o lançamento de ações cíveis.
Nas décadas posteriores os caçadores encontraram maior cooperação com o ocidente assim como com os governos latino-americanos e o estado de Israel. Até o final do século XX a busca de ex-nazistas diminuiu, porque a maioria da geração ativa na liderança nazista tinha morrido.

## Notáveis alvos
O Centro Simon Wiesenthal publica um relatório anual sobre criminosos de guerra nazistas.
- Klaus Barbie, o "Açougueiro de Lyon", foi extraditado da Bolívia para a França depois de ser localizado por Serge e Beate Klarsfeld. Foi condenado à prisão e morreu no cárcere.
- Adolf Eichmann foi perseguido por Wiesenthal antes de ser capturado e retirado da Argentina pela agência de espionagem israelense Mossad. Levado a Israel, foi lá julgado e executado.
- Herberts Cukurs, o "Açougueiro de Riga". Foi localizado por agentes do Mossad no Brasil e executado em Montevidéu, no Uruguai.
- Boļeslavs Maikovskis foi um letão colaborador nazista. Residiu em Mineola, Nova Iorque e em 1987 voltou à Alemanha, onde foi julgado.
- Josef Mengele, o "Anjo da Morte", foi procurado em vários países da América do Sul pelo Mossad, Wiesenthal e o Klarsfelds antes de sua morte.
- Erich Priebke, capitão da SS, responsável pelo Massacre das Fossas Ardeantinas. Após ser localizado por uma equipe da ABC News foi extraditado para a Itália e condenado à prisão perpétua;
- Eduard Roschmann foi procurado por Wiesenthal na Argentina.
- Josef Schwammberger foi atribuído a Argentina pelo Centro Simon Wiesenthal e Welles.
- Dinko Šakić foi perseguido na Argentina por Zuroff.
- Gustav Wagner, o "Lobo", foi localizado por Wiesenthal no Brasil.
- Franz Stangl, comandante dos campos de extermínio de Sobibor e Treblinka, foi encontrado por Wiesenthal em São Paulo e extraditado para a Alemanha, onde foi condenado à prisão perpétua.